# Leszek Miętek
Leszek Miętek (ur. 9 października 1963 w Bydgoszczy) – polski działacz związkowy, prezydent Związku Zawodowego Maszynistów Kolejowych w Polsce.

## Życiorys
Absolwent Technikum Kolejowego w Bydgoszczy z 1983 w specjalności eksploatacja i naprawa spalinowych pojazdów trakcyjnych (ENSP). Ukończył studia w |Warszawskiej Szkole Zarządzania – Szkole Wyższej.
Podjął pracę w kolejnictwie, był pracownikiem spółki akcyjnej PKP Cargo, w tym na etacie starszego maszynisty. Zajął się także działalnością związkową. W 2005 został prezydentem Związku Zawodowego Maszynistów Kolejowych w Polsce, a w 2006 wiceprezydentem Europejskiej Federacji Maszynistów ALE i przewodniczącym Konfederacji Kolejowych Związków Zawodowych. W 2008 dołączył do prezydium Ogólnopolskiego Porozumienia Związków Zawodowych. W październiku 2015 z ramienia OPZZ został członkiem nowo powstałej Rady Dialogu Społecznego.
Był członkiem komitetu wyborczego Andrzeja Leppera jako kandydata w wyborach prezydenckich w 2005.
Zamieszkał w Turznie. Żonaty z Teresą, ma dwie córki: Annę i Aleksandrę.